# جيف إيميريك
جيف إيميريك (بالإنجليزية: Geoff Emerick)‏ هو منتج أسطوانات ومهندس الصوت بريطاني، ولد في 5 ديسمبر 1945 في لندن في المملكة المتحدة، وتوفي في 2 أكتوبر 2018 في لوس أنجلوس في الولايات المتحدة بسبب نوبة قلبية.

## وصلات خارجية
- جيف إيميريك على موقع IMDb (الإنجليزية)
- جيف إيميريك على موقع ميوزك برينز (الإنجليزية)
- جيف إيميريك على موقع أول ميوزيك (الإنجليزية)
- جيف إيميريك على موقع ديسكوغز (الإنجليزية)